# Kulomet typu 11. roku
Kulomet Taisho 11 (十一年式軽機関銃 11-nen šiki kikandžú) byl lehký kulomet Japonské císařské armády navržený podle francouzských kulometů. Byl používán zejména mezi lety 1937–1945 na území Číny. Mimo Japonců byl ve výzbroji kolaborantů s Japonskem a partyzánů.

## Konstrukce
Vnější design zbraně je odvozen z francouzského kulometu Hotchkiss Mle 1909. Hlaveň je masivní, vzduchem chlazená a kvůli lepšímu odvádění tepla žebrovaná. Nezávislá napínací páka je umístěna na levém boku zbraně. Pažba je excentrická (vyhnutá doprava), aby vyvažovala těžký podávací mechanismus na levé straně a také kvůli mířidlům umístěným mimo osu hlavně vpravo. Kulomet fungoval na principu odběru plynů z hlavně, měl dlouhý píst (nosič závorníku spojen s pístem). Uzamčení závěru je řešeno kyvnou závorou (odvozeno z Hotchkiss Mle 1914). Nabíjecí mechanismus zbraně je poměrně unikátní, jeho základem je podávací zařízení z Hotchkissova kulometu, které původně posunovalo nábojové rámečky do zbraně, s tím rozdílem že nad ním je "násypka" do které se vkládají nábojové pásky do pušky Arisaka typ 38 prostor násypky pojal až 6 ráměčků po pěti nábojích. Vršek násypky kryje víko, které silnou pružinou přitláčí náboje k podavači. Tento originální způsob zásobování municí měl tu výhodu, že kterýkoli voják vybavený standardní opakovací puškou mohl zásobovat kulomet vlastní municí, čímž se usnadňovala doprava munice ke kulometu na bojišti, další výhodou bylo, že se ke kulometu dalo rychle a průběžně doplňovat střelivo. Nevýhodou zbraně je, že používala olejované střelivo (na vrchu zbraně vedle násypky je víčko olejového zásobníku) a proto trpěla na nečistoty, které se do zbraně dostávali nejčastěji při nabíjení.